# BC Schrobbelaar
BC Schrobbelaar is een Amsterdamse studentenbasketbalclub, opgericht in 1997. BC Schrobbelaar richt zich voornamelijk op studenten en medewerkers van de Universiteit van Amsterdam (UvA) en van de Hogeschool van Amsterdam (HvA). BC Schrobbelaar nestaat uit drie dames- en vier herenteams. De club is verbonden aan het Universitair Sport Centrum. Wedstrijden en trainingen worden gehouden in het Sportcentrum Universum.